# Beteendeaktivering
Metoden beteendeaktivering är en inlärningsteoretisk behandlingsform mot depression. Den är ofta en del i KBT. 
Idén är att deprimerade patienter bibehåller sin depression på grund av sitt beteende, snarare än det mer intuitiva att det är depressionen som håller dem passiva. Man tänker sig att en deprimerad person har för lite positiv förstärkning i sitt liv så att beteendemängden minskar. Syftet med aktiveringen i behandlingen är helt enkelt att öka mängden aktiviteter som brukade göra patienten gladare, även om de inte gör de initialt under depressionen. Patienten själv upplever det ofta som att känslan bara blir värre om man utmanar den, vilket gör att medan depressionen fortskrider så brukar patienten dra sig tillbaka och kanske önska att bli sjukskriven. I själva verket kan sjukskrivningen, och att den positiva förstärkning som ett lönearbete kan vara försvinner, vara en del av problemet.
I behandlingen börjar terapeuten och patienten med att gemensamt kartlägga de nuvarande aktiviteterna och försöka sluta sig till patientens rational. En rational är ett schema över hur beteendet har uppstått men framförallt över hur det vidmakthålls. I schemat framgår alltså hur patienten har minskat sin aktivitet och vad som leder till att det minskar osv. Ofta så minskar patienten beteende eller undviker situationer för att komma undan kortvarig ångest, men detta får alltså den mer långsiktiga konsekvensen att ångesten inför situationen bara blir större. Man försöker i behandlingen träna patienten i att vara medveten om sina mer långsiktiga mål och se de långsiktiga konsekvenserna av de olika valen, undvika eller inte, som hon gör. Ofta så ägnar sig deprimerade patienter mycket åt ältande, icke-konstruktiva tankar kring olika återkommande teman. Man lär patienten att identifiera när tankar är av denna poänglösa sort och bryta den situation som de då befinner sig i för att släppa dem. Man försöker alltså inte som i kognitiv terapi förändra tankarna, utan bara lära sig att släppa dem.
En meta-analys från 2023 har visat att beteendeaktivering är en effektiv behandling för depression. Beteendeaktivering kan även ha viss effekt på ångestsymtom. Det finns även visst stöd för att beteendeaktivering kan ha en effekt vid PTSD men mer forskning behövs inom det området.